# Sčasovka
Sčasovka je pojem pocházející od hudebního skladatele Leoše Janáčka, který sčasováním míní pohybovou – čili metro-rytmickou stránku hudební skladby. Sám pojem sčasovka pak u samotného Janáčka znamená v podstatě jakýkoli rytmický útvar, bývá však užíván v užším významu pro zvlášť výrazné a specificky významné rytmické motivy v Janáčkových skladbách, přičemž ostinátně se opakující sčasovka tu představuje relativně samostatnou pohybově velmi živou vrstvu, která doprovází či vystřídává hlavní melodické dění. Jednoduše řečeno, sčasovka je "Janáčkem zavedený výraz pro rytmicky úsečné charakteristické motivy jeho vlastní hudby".
Jak upozorňuje J. Burghauser, obecný pojem sčasovka je poněkud vágní a obsahové určitosti nabývá až při rozlišování sčasovky znějící, sčítací a scelovací.